# 糜杆桥镇
糜杆桥镇，是中华人民共和国陕西省宝鸡市凤翔区下辖的一个乡镇级行政单位。

## 行政区划
糜杆桥镇下辖以下地区：
糜杆桥村、西关村、北水沟村、太相寺村、竹园村、箫史宫村、西河村、淡家门前村、何家堡村、七家门前村、曹家庄村、西白村和五曲湾村。